# Truppenübungsplatz Mitte
Koordinaten: 51° 36′ 47″ N, 21° 8′ 17″ O
Der Truppenübungsplatz Mitte (auch Truppenübungsplatz Radom genannt) wurde ab Anfang 1940 im Gebiet um die mittelpolnische Stadt Radom geplant. Ab dem 15. September 1940 begann sein eigentlicher Aufbau. Seine Errichtung steht im Zusammenhang mit dem Aufbau von insgesamt drei großen Truppenübungsplätzen der deutschen Wehrmacht im besetzten Polen. Diese Übungsplätze sind der Truppenübungsplatz Nord bei Mielau, der Truppenübungsplatz Mitte bei Radom und der Truppenübungsplatz Süd bei Mielec. Das Übungsgebiet umfasste eine Fläche von mehreren Hundert Quadratkilometern und war einer der sehr großen Truppenübungsplätze der deutschen Wehrmacht. Der Übungsplatz diente insbesondere zum Üben des großflächigen Gefechts der verbundenen Waffen mit starken Panzerverbänden. Auf dem Truppenübungsplatz wurden auch sogenannte fremdvölkische Einheiten aufgestellt. Diese setzten sich meist aus Angehörigen von ethnischen Minderheiten aus der Sowjetunion zusammen. So wurden auf dem Übungsplatz z. B. Einheiten bestehend aus Tartaren aufgestellt. Für die Einrichtung des Übungsplatzes mussten Tausende von Polen ihre Häuser räumen. In welchem Umfang Zwangsarbeiter bei der Errichtung des Platzes zum Einsatz kamen, ist bis heute nicht abschließend geklärt. 
Das Gelände des Truppenübungsplatzes wurde im Westen begrenzt durch die Hauptstraße Bialobrzegi–Jedlinsk, im Norden durch die Straße Bialobrzegi–Glowaczow im Süden und Osten folgte sie dem Verlauf des Flüsschens Radomka. 
In einen Waldstück bei dem Dorf Bierwce östlich der Eisenbahnlinie Radom–Warschau wurde ein sehr großes Truppenlager errichtet. Die Gebäude bestanden meist aus Holzbaracken. Im Umfeld des Truppenübungsplatzes befand sich auch ein Lager für sowjetische Kriegsgefangene.
Am 1. Juli 1943 erfolgte der Zusammenschluss dieser Amtsbezirke und aller ihrer Gemeinden innerhalb des Truppenübungsplatzes Mitte zum Heeresgutsbezirk Radom.